# Le Génocide franco-français
Le Génocide franco-français (sous-titré La Vendée-Vengé) est un essai historique de Reynald Secher portant sur la guerre de Vendée (1793-1800) et la Révolution française publié en 1986 aux Presses universitaires de France.

## Présentation générale

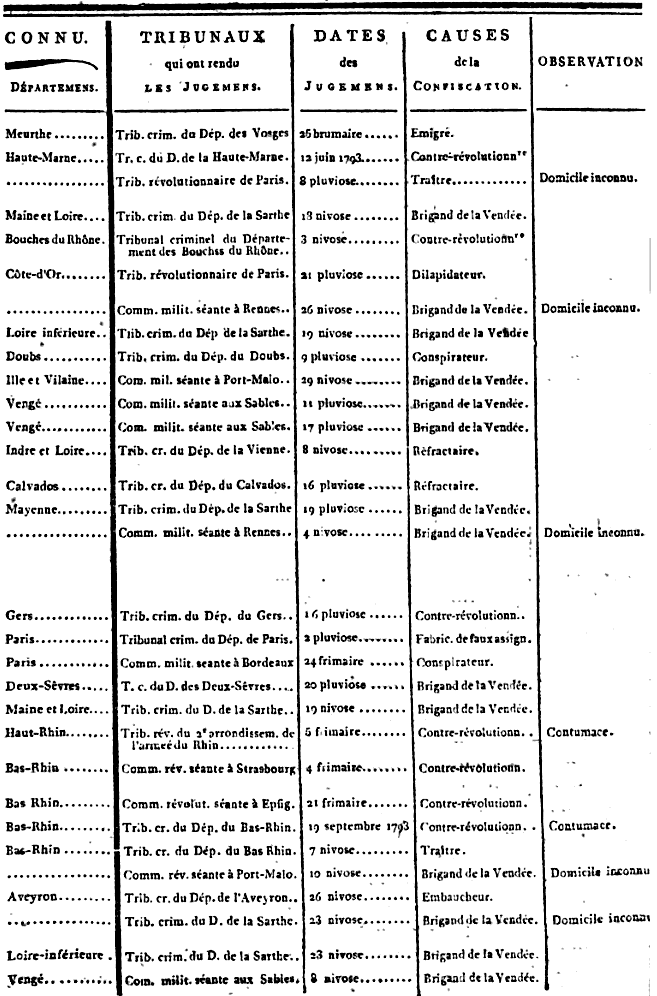
Des « Brigands de la Vendée » figurent dans cette Liste générale des individus condamnés par décret dressée en 1794 par la République Française.

Le sous-titre « Vendée-Vengé » correspond à une réalité historique, le changement de nom de la Vendée durant le règne de la Terreur. À l'époque, le bourreau qui manœuvre la guillotine est appelé « le vengeur ».

## Réception de l'ouvrage

### Polémiques
La parution de l'ouvrage sur Le génocide franco-français : La Vendée-Vengé, appuyé par Jean Meyer (universitaire alsacien ayant proposé à son étudiant Reynald Secher de travailler sur le sujet et auteur de la préface), Pierre Chaunu et Jean Tulard, connaît un grand retentissement et déclenche une vive polémique dans le milieu historique, dans les années 1980-1990, investissant rapidement la scène médiatique et politique. L'analyse de son travail a fait l'objet de critiques, notamment des historiens français Michel Vovelle, Jean-Clément Martin,, et de l'historien australien Peter McPhee. Selon eux, l'idéologie prime de manière grossière sur la rigueur historique et révèle de très nombreuses faiblesses, incohérences et omissions.
Le philosophe Jean-François Revel prend parti pour Reynald Secher[réf. à confirmer].
Le journaliste Jean Sévillia revient sur les raisons idéologiques de la polémique accompagnant la parution du livre : 

« l'ouvrage allait déclencher une violente polémique en raison de son titre, retenu à l'instigation de Pierre Chaunu, qui avait fait partie du jury de thèse de Secher. Le mot "génocide" étant principalement associé à la Shoah, l'utiliser au sujet de la Vendée revenait à établir une comparaison entre les armées de la Convention opérant dans l'Ouest en 1793-1794 et les bourreaux nazis du peuple juif, rapprochement jugé intolérable aux yeux de ceux pour qui la Révolution française reste un événement sacré »

En 2013, l'historien Jean-Clément Martin s'oppose à l'ouvrage de Reynald Secher, sur l'argument précis de la tannerie des Ponts-de-Cé, par la publication de l'ouvrage Un détail inutile ? le dossier des peaux tannées, Vendée, 1794[réf. à confirmer].

### Succès littéraire
L'édition des Presses universitaires de France parue en 1986 s'est vendue à 80 000 exemplaires.
En 2006, l'ouvrage a été réédité par Perrin : « en quinze jours, sans aucune publicité, tous les stocks sont épuisés, un succès qui témoigne de l’intérêt que portent bon nombre de Français à cette page noire de leur histoire », explique Annet Sauty de Chalon sur Canal Académie.

### Traductions
L'ouvrage a été traduit en italien, en anglais et en polonais.
- traduction en italien Il genocidio vandeano (préface de Jean Meyer, présenté par Pierre Chaunu), Milan, Effedieffe, 1989.
- traduction en anglais A French Genocide: The Vendee (traduit par George Holoch), Notre Dame, University of Notre Dame Press, 2003.
- traduction en polonais Ludobójstwo francusko-francuskie. Wandea departament zemsty (traduit par Marian Miszalski), Varsovie, Iskry, 2003.